# Memento (film)
Memento je americký dramatický, mysteriózní thriller s kriminálními prvky, který v roce 2000 natočil režisér Christopher Nolan, který je zároveň i autorem scénáře. Celá kompozice filmu je stavěna retrospektivně, takže snímek začíná od konce a každá následující scéna končí tam, kde ta předešlá začala. Hlavní roli Leonarda ztvárnil Guy Pearce.

## Obsazení
| Guy Pearce       | Leonard |
| Carrie-Anne Moss | Natalie |
| Joe Pantoliano   | Teddy   |